# فريد غراهام (ممثل)
فريد غراهام (بالإنجليزية: Fred Graham)‏ مواليد 26 أكتوبر 1908 في نيومكسيكو، الولايات المتحدة - الوفاة 10 أكتوبر 1979 في سكوتسديل، الولايات المتحدة، هو ممثل أمريكي بدأ مسيرته الفنية سنة 1934. امتدت مسيرته الفنية لأكثر من 39 عاما.

## الأعمال
- لبست الشريط الأصفر
- النافذة الخلفية
- الدوار

## روابط خارجية
- فرد غراهام على موقع IMDb (الإنجليزية)
- فرد غراهام على موقع ألو سيني (الفرنسية)
- فرد غراهام على موقع أول موفي (الإنجليزية)
- فرد غراهام على موقع قاعدة بيانات الأفلام السويدية (السويدية)
- فرد غراهام على موقع قاعدة بيانات الفيلم (الإنجليزية)
- فرد غراهام على موقع كينوبويسك (الروسية)